# Monument au comte Félix de Merode
Le monument au comte Félix de Merode est une stèle de style « Art déco » réalisée par l'architecte Ad. Debecker à Rixensart.

## Localisation
Le monument se dresse à l'intersection de la rue de l'Église et de la rue des Écoles, face au château de Rixensart qui fut la propriété de Félix de Merode et appartient toujours à la maison de Merode, et face à l'église Sainte-Croix de Rixensart.

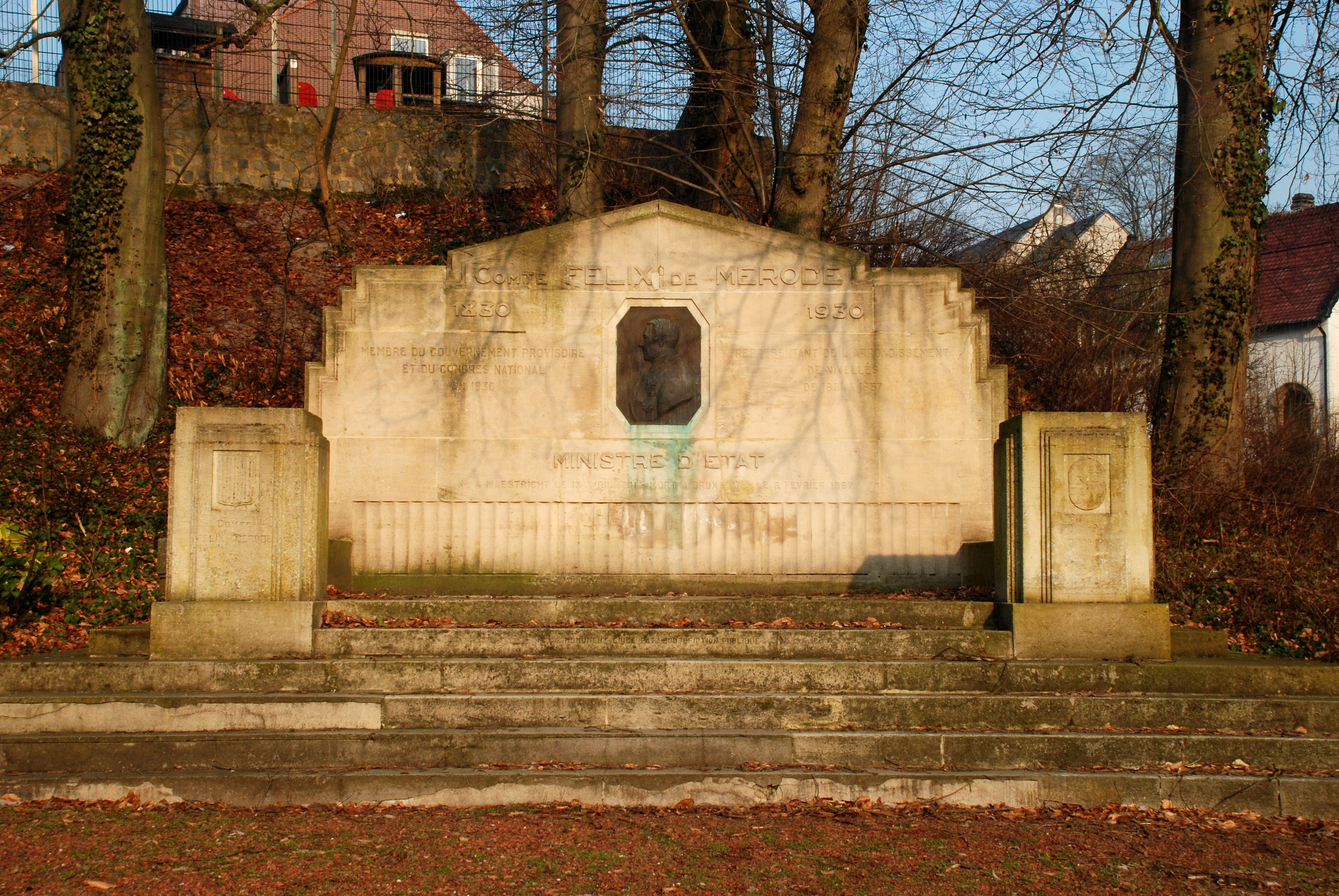

## Historique
Le monument a été réalisé en 1930 par l'architecte Ad. Debecker.
Il honore la mémoire du comte Félix de Merode, membre du gouvernement provisoire de 1830 et frère de Frédéric de Merode, héros de la révolution belge mort à Malines en 1830.

## Description

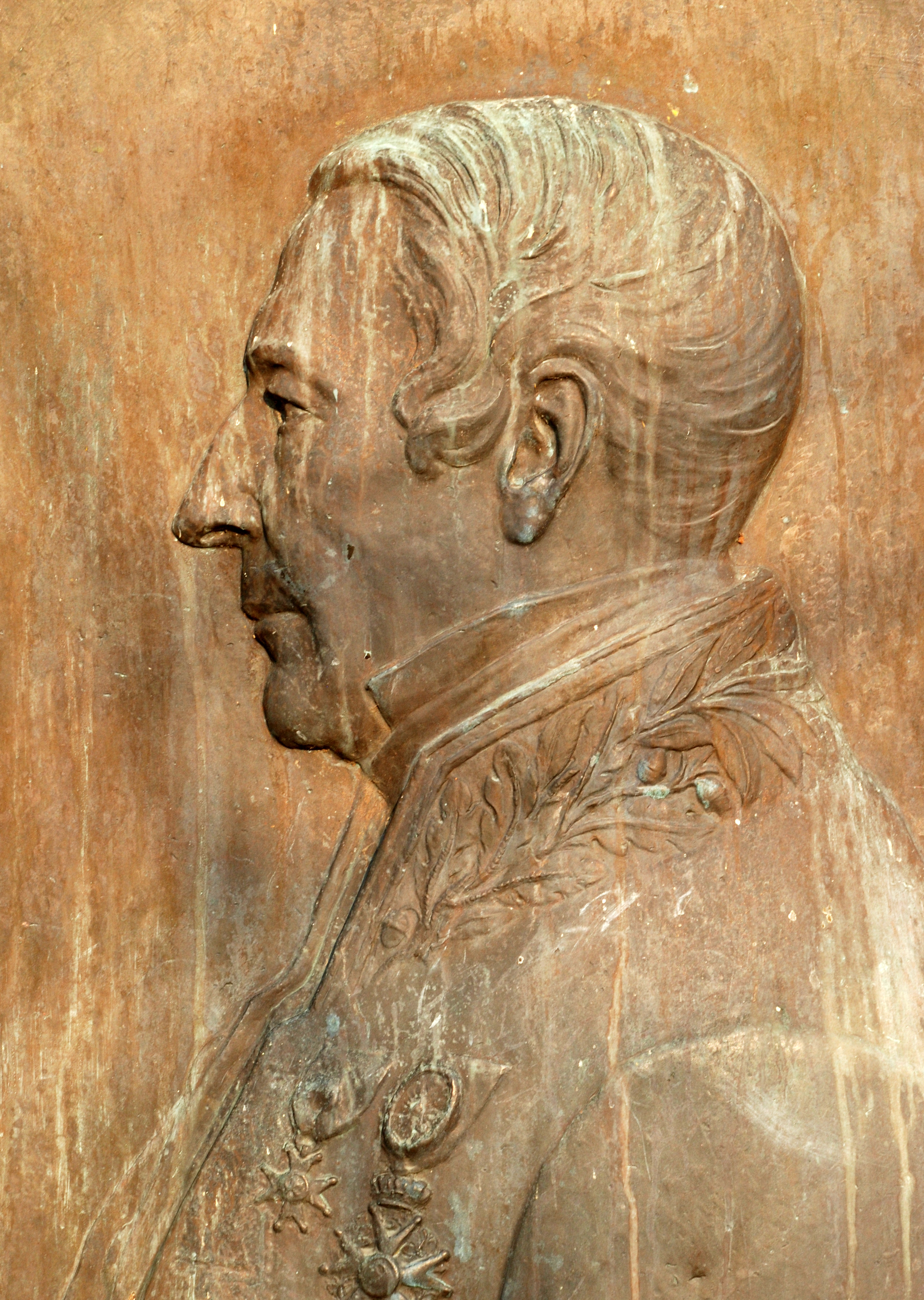
Détail du médaillon.

Le monument est une stèle commémorative en pierre blanche d'environ 2m de haut et 3m de large, précédé d'un escalier en pierre bleue.
Sobre et géométrique, le monument est orné en son centre d'un médaillon en bronze représentant Félix de Merode vu de côté.
La base de la stèle est ornée d'une frise de cannelures rappelant l'art gréco-romain.
Il est précédé de deux courts piliers de section carrée portant, à gauche, le blason de la maison de Merode et le nom du comte Félix de Merode et, à droite, le blason et le nom de sa seconde épouse, Philippine de Grammont.

## Inscriptions

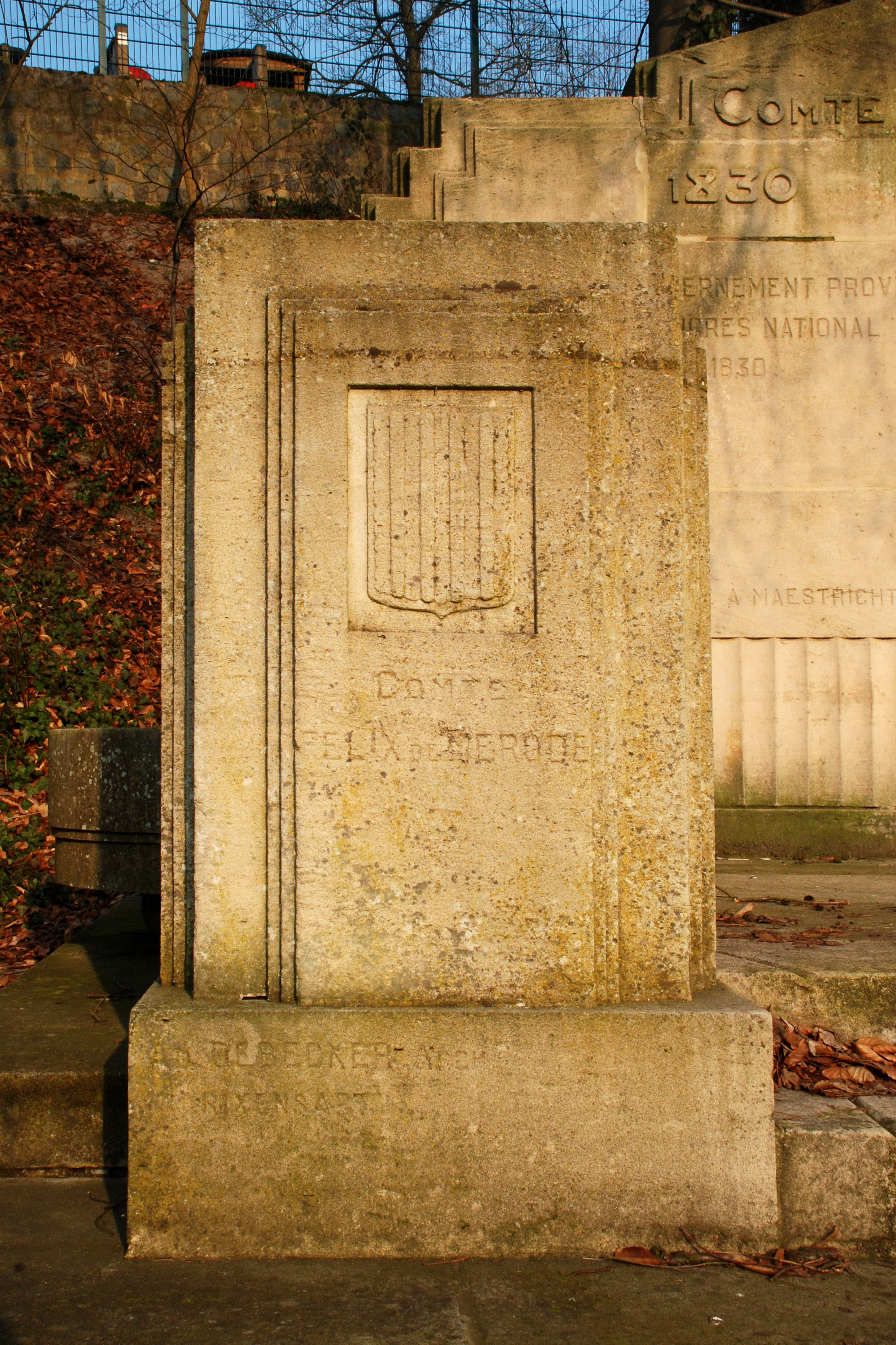
Le pilier de gauche arborant le blason de la maison de Merode.

Sur la stèle en pierre blanche est gravé un hommage au comte Félix de Merode :

« Comte Félix de Merode »

« Membre du Gouvernement Provisoire et du Congrès National en 1830 »

« Représentant de l'arrondissement de Nivelles de 1831 à 1857 »

« Ministre d'état »

« Né à Maestricht le 13 avril 1791 - Mort à Bruxelles le 6 février 1857 »

Une des marches de l'escalier en pierre bleue porte la mention « Monument érigé par souscription publique ».
La face antérieure du pilier de gauche affiche le nom de l'architecte « Ad. Debecker Arch. Rixensart » tandis que la face latérale du pilier de droite affiche « F. J. Bouffioux Court-Saint-Étienne » (probablement le nom du sculpteur ou de la firme qui a réalisé le monument).

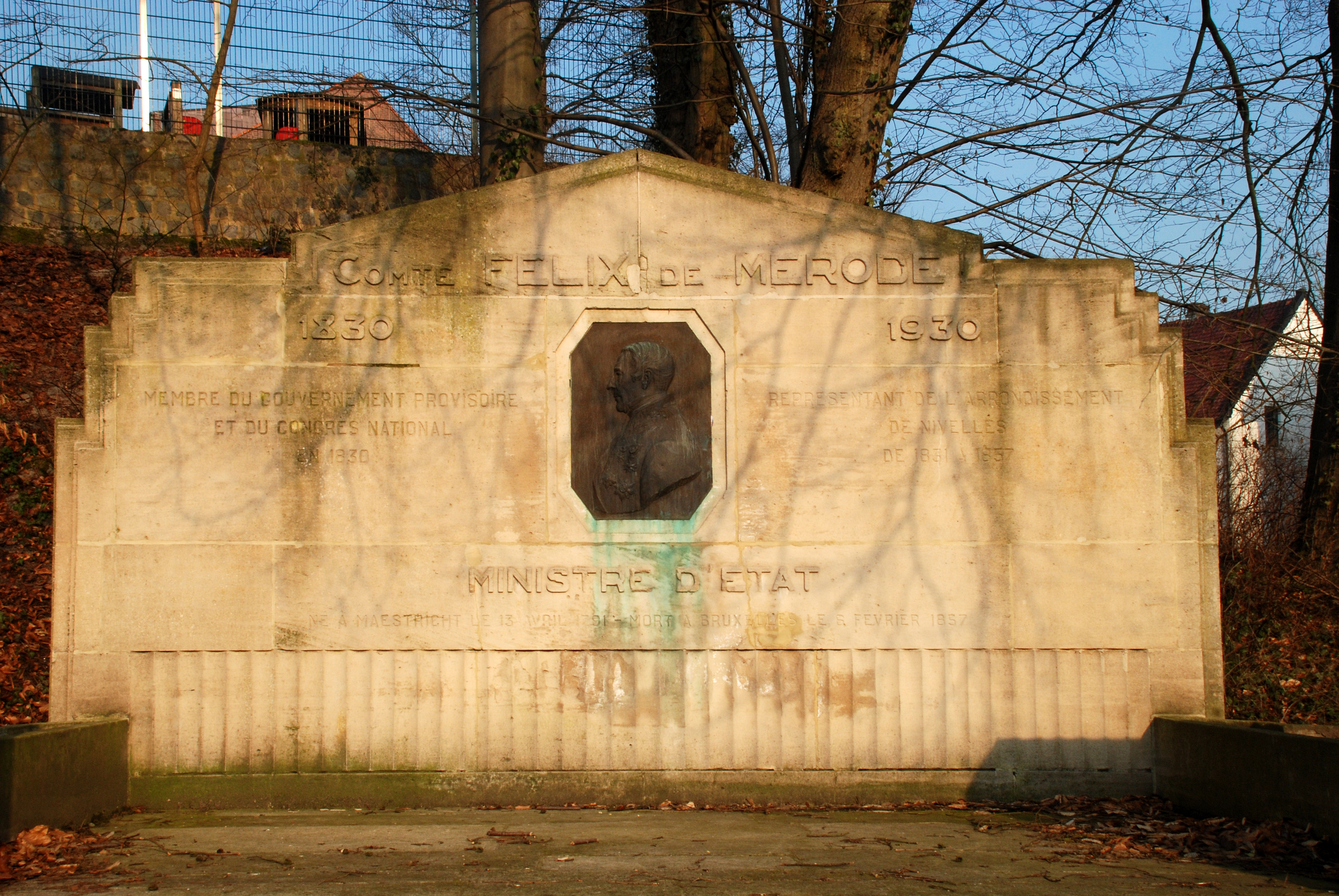
Détail de la stèle.